# Kanton Rennes-Sud-Est
Der Kanton Rennes-Sud-Est war von 1801 bis 2015 ein französischer Wahlkreis im Arrondissement Rennes, im Département Ille-et-Vilaine und in der Region Bretagne; sein Hauptort war Rennes. 

## Geschichte
Der Kanton entstand 1801 durch eine Aufspaltung des seit 1793 existierenden Kantons Rennes. Bis 1973 war er einer der vier Kantone im Raum Rennes und trug zeitweise auch den Namen Rennes-3. Bei den weiteren Aufspaltungen der Wahlkreise im Raum Rennes in den Jahren 1973 und 1985 wurde er stetig verkleinert. Von 1982 bis 1985 lautete sein Name Rennes-VII-1. 2015 wurde der Kanton aufgelöst.

## Gemeinden
Der Kanton Rennes-Sud-Est bestand aus den südöstlichen Stadtvierteln der Stadt Rennes und zwei weiteren Gemeinden:
| Gemeinde           | Bretonisch     | Einwohner (2022) | Fläche (km²)  | Code postal | Code Insee |
| ------------------ | -------------- | ---------------- | ------------- | ----------- | ---------- |
| Chantepie          | Kantpig        | 10.378           | 11.98         | 35135       | 35055      |
| Rennes (teilweise) | Roazhon        | unbekannt        | keine Angaben | -           | 35238      |
| Vern-sur-Seiche    | Gwern-ar-Sec'h | 8.272            | 19.70         | 35770       | 35352      |
| Kanton             | Roazhon-Gevred | 37.247           | keine Angaben | -           | 3546       |

## Politik
Der Kanton hatte bis zu seiner Auflösung folgende Abgeordnete im Rat des Départements:  
| Vertreter im conseil général des Départements | Vertreter im conseil général des Départements | Vertreter im conseil général des Départements |
| Amtszeit                                      | Name                                          | Partei                                        |
| --------------------------------------------- | --------------------------------------------- | --------------------------------------------- |
| 1945–1958                                     | Emile Neumayer                                | RPF, dann Républicains sociaux (RS)           |
| 1958–1964                                     | Léon Grimault                                 | MRP                                           |
| 1964–1973                                     | Henri Garnier                                 | MRP, dann CD                                  |
| 1973–1985                                     | Michel Phlipponneau                           | PS                                            |
| 1985–1998                                     | Jean-Pierre Dagorn                            | UDF                                           |
| 1998–2015                                     | Mireille Massot                               | PS                                            |